# (11405) 1999 CV3
(11405) 1999 CV3 est un astéroïde Apollon découvert en 1999.

## Description
(11405) 1999 CV3 a été découvert le 10 février 1999 à l'observatoire Magdalena Ridge, situé dans le comté de Socorro, au Nouveau-Mexique (États-Unis), par le projet Lincoln Near-Earth Asteroid Research (LINEAR).

### Caractéristiques orbitales
L'orbite de cet astéroïde est caractérisée par un demi-grand axe de 1,46 UA, un périhélie de 0,88 UA, une excentricité de 0,39 et une inclinaison de 22,86° par rapport à l'écliptique. Du fait de ces caractéristiques, à savoir un demi-grand axe supérieur à 1 UA et un périhélie inférieur à 1,017 UA, il est classé comme astéroïde Apollon.

### Caractéristiques physiques
(11405) 1999 CV3 a une magnitude absolue (H) de 15,2 et un albédo estimé à 0,264.